# 中島守利

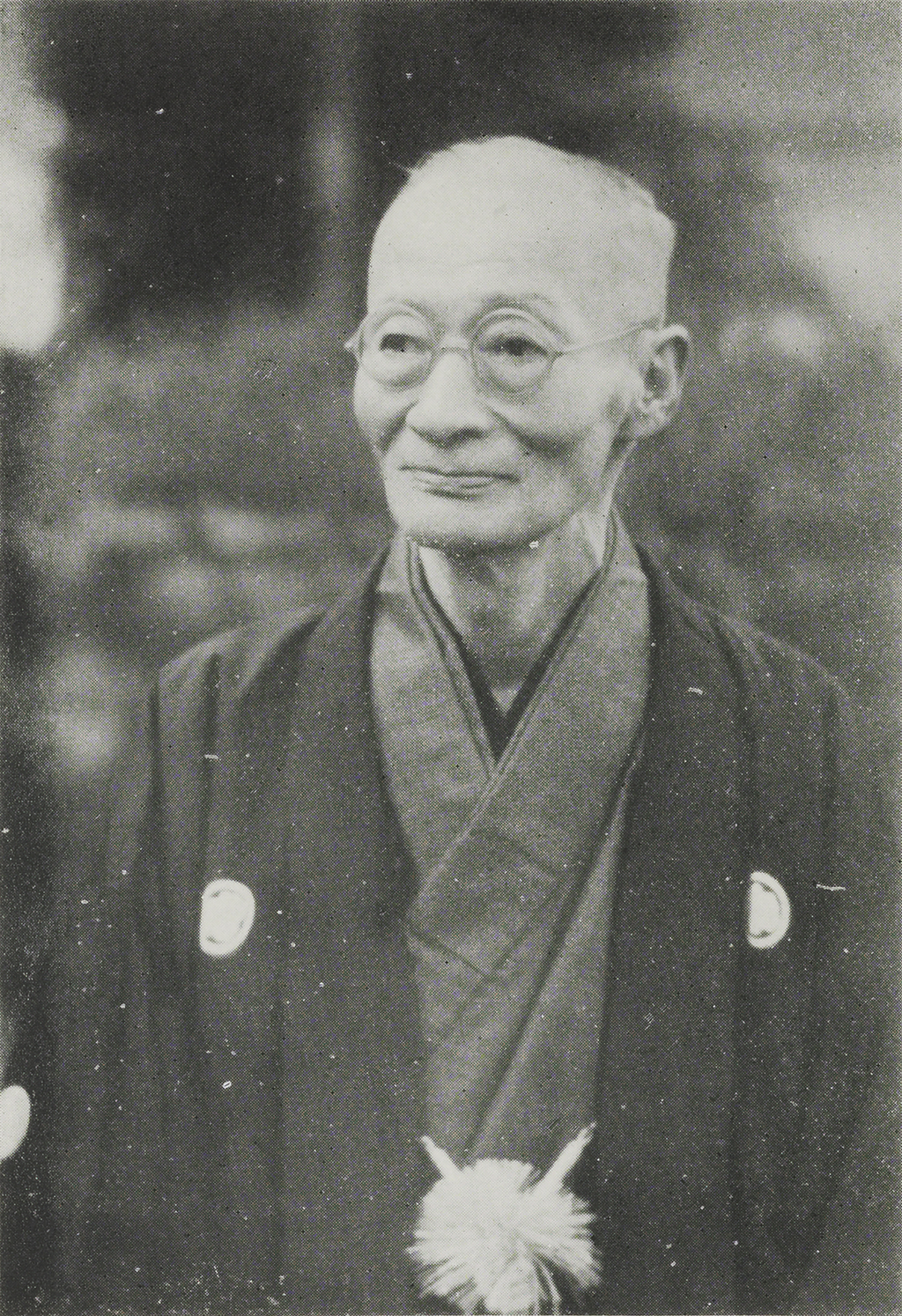
中島守利

中島 守利（なかしま もりとし、1877年（明治10年）10月15日 - 1952年（昭和27年）1月28日）は、日本の実業家、政治家。衆議院議員、東京府南葛飾郡新宿町長。

## 経歴
東京府南葛飾郡新宿町（現東京都葛飾区新宿）で、農業・中島藤左衛門の長男として生まれる。5歳で勝鹿小学校（現在の葛飾区立新宿小学校）に入学し、13歳で同高等小学校を卒業。独学で学問を修め、17歳で新宿郵便局長に就任。その後、新宿町長、東京府会議員、同参事会員、同郡部会副議長、同農会議員、同教育会議員などを歴任。
1920年5月、第14回衆議院議員総選挙で東京府第十五区から立憲政友会所属で出馬して当選。その後、第18回総選挙まで連続5回の当選を果たしたが、1928年、京成電車疑獄事件に連座。
1931年9月30日の一審では懲役5ヶ月が言い渡されると「（同時に裁判にかけられていた）三木君より重く、懲役五ヶ月というのは重すぎると思う」として控訴、
上告を続けたが1934年3月26日、大審院において上告が棄却され東京控訴院の判決が確定したため衆議院議員を退職した。これにより勲四等、第一回国勢調査記念章、大礼記念章（大正及び昭和）を褫奪された。この間、立憲政友会総務委員、同顧問を務めた。
戦後、1946年4月、第22回衆議院議員総選挙で東京都第1区から日本自由党所属で出馬して当選。以後、東京都第6区で23回、24回総選挙でも当選し、衆議院議員を通算8期務め、在任中に死去した。この間、衆議院地方行政委員長、日本自由党代議士会長、同総務、民主自由党顧問などを歴任した。
実業界では、北越木材専務取締役、白鬚橋専務取締役、東亜火災保険常務取締役、多摩川水力電気取締役社長などを務めた。
1952年1月28日、特旨をもって従五位に叙せられ、勲三等瑞宝章を授与された。

## 伝記
- 中島守利先生謝恩会編『中島守利先生小伝 : 郷土の大先覚』中島守利先生謝恩会、1952年。

## 親族
- 長女：敏子（山崎亀吉養女、山根健男夫人）[11]
- 長男：利一[11]

## 史跡
出身地である現葛飾区新宿2丁目の日枝神社山王保育園内には中島守利の銅像が建てられている。